# Liste der Biografien/Kuo
Liste der Biografien |
Portal Biografien |
Personensuche
# |
A |
B |
C |
D |
E |
F |
G |
H |
I |
J |
K |
L |
M |
N |
O |
P |
Q |
R |
S |
T |
U |
V |
W |
X |
Y |
Z |
?
 
Ka |
Kb |
Kc |
Kd |
Ke |
Kf |
Kg |
Kh |
Ki |
Kj |
Kl |
Km |
Kn |
Ko |
Kp |
Kr |
Ks |
Kt |
Ku |
Kv |
Kw |
Ky |
Kx |
Kz
 
Kua |
Kub |
Kuc |
Kud |
Kue |
Kuf |
Kug |
Kuh |
Kui |
Kuj |
Kuk |
Kul |
Kum |
Kun |
Kuo |
Kup |
Kuq |
Kur |
Kus |
Kut |
Kuu |
Kuv |
Kuw |
Kux |
Kuy |
Kuz
Die Liste der Biografien führt alle Personen auf, die in der deutschsprachigen Wikipedia einen Artikel haben. Dieses ist eine Teilliste mit 35 Einträgen von Personen, deren Namen mit den Buchstaben „Kuo“ beginnt.

## Kuo
- Kuo Po-Cheng (* 1978), taiwanischer Poolbillardspieler
- Kuo, Calvin, US-amerikanischer Mediziner
- Kuo, Frances, taiwanesich-australische Mathematikerin und Hochschullehrerin
- Kuo, George, taiwanisch-US-amerikanischer Virologe
- Kuo, Heng-yü (1929–2011), chinesischer Sinologe
- Kuo, Hsing-chun (* 1993), taiwanische Gewichtheberin
- Kuo, Joseph Joshih (1906–1995), chinesischer römisch-katholischer Geistlicher
- Kuo, Kitty, taiwanische PokerspielerinKitty Kuo

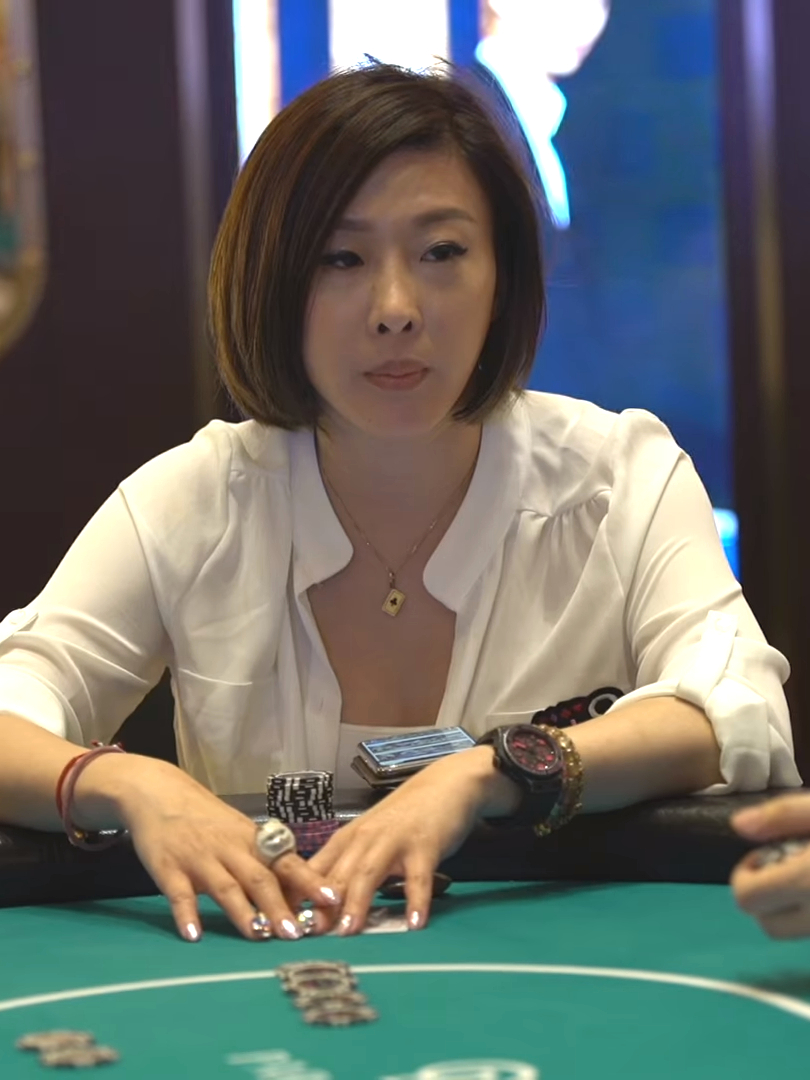
Kitty Kuo

- Kuo, Ming-fong (1955–2001), chinesische Geisteswissenschaftlerin
- Kuo, Thomas (* 1931), chinesisch-US-amerikanischer Physiker
- Kuo, Xing-Hu (1938–2016), deutscher Journalist und Buchautor chinesischer Abstammung
- Kuo, Yu-wen (* 1991), taiwanische Badmintonspielerin

### Kuod
- Kuodis, Raimondas (* 1971), litauischer Wirtschaftswissenschaftler und Professor
- Kuodytė, Dalia (1962–2023), litauische Historikerin und Politikerin

### Kuoh
- Kuöhl, Richard (1880–1961), deutscher Bildhauer

### Kuok
- Kuok, Io Keong (* 1976), macauischer Autorennfahrer
- Kuok, Robert (* 1923), malaysischer Unternehmer
- Kuokkanen, Janne (* 1998), finnischer Eishockeyspieler

### Kuol
- Kuol, Alou (* 2001), australischer Fußballspieler
- Kuol, Garang (* 2004), australischer Fußballspieler
- Kuolt, Karl (1879–1937), deutscher Bildhauer
- Kuolys, Darius (* 1962), litauischer Kulturhistoriker und Politiker

### Kuon
- Kuonen, Fabiola (* 1995), Theaterregisseurin und Autorin aus der Schweiz
- Kuonen, Michael (* 1991), Schweizer Bobfahrer
- Kuonen, Viktor (1931–1990), Schweizer Forstingenieur
- Kuoni, Alexander (1842–1888), Schweizer Architekt und Baumeister
- Kuoni, Jakob (1850–1928), Schweizer Schriftsteller und Pädagoge
- Kuoni, Michael (1839–1891), Schweizer Beamter und Mundartschriftsteller
- Kuony von Stocken, Hofnarr des österreichischen Herzogs Leopold I.

### Kuop
- Kuoppa, Fredrik (* 1971), schwedischer Biathlet
- Kuoppala, Ismo (* 1975), finnischer Eishockeyspieler
- Kuoppamäki, Jukka (* 1942), finnischer Liedermacher

### Kuos
- Kuosku, Matti (1941–2012), schwedischer Skilangläufer
- Kuosmanen, Juho (* 1979), finnischer Filmemacher
- Kuosmanen, Sakari (* 1956), finnischer SchauspielerSakari Kuosmanen (* 1956)

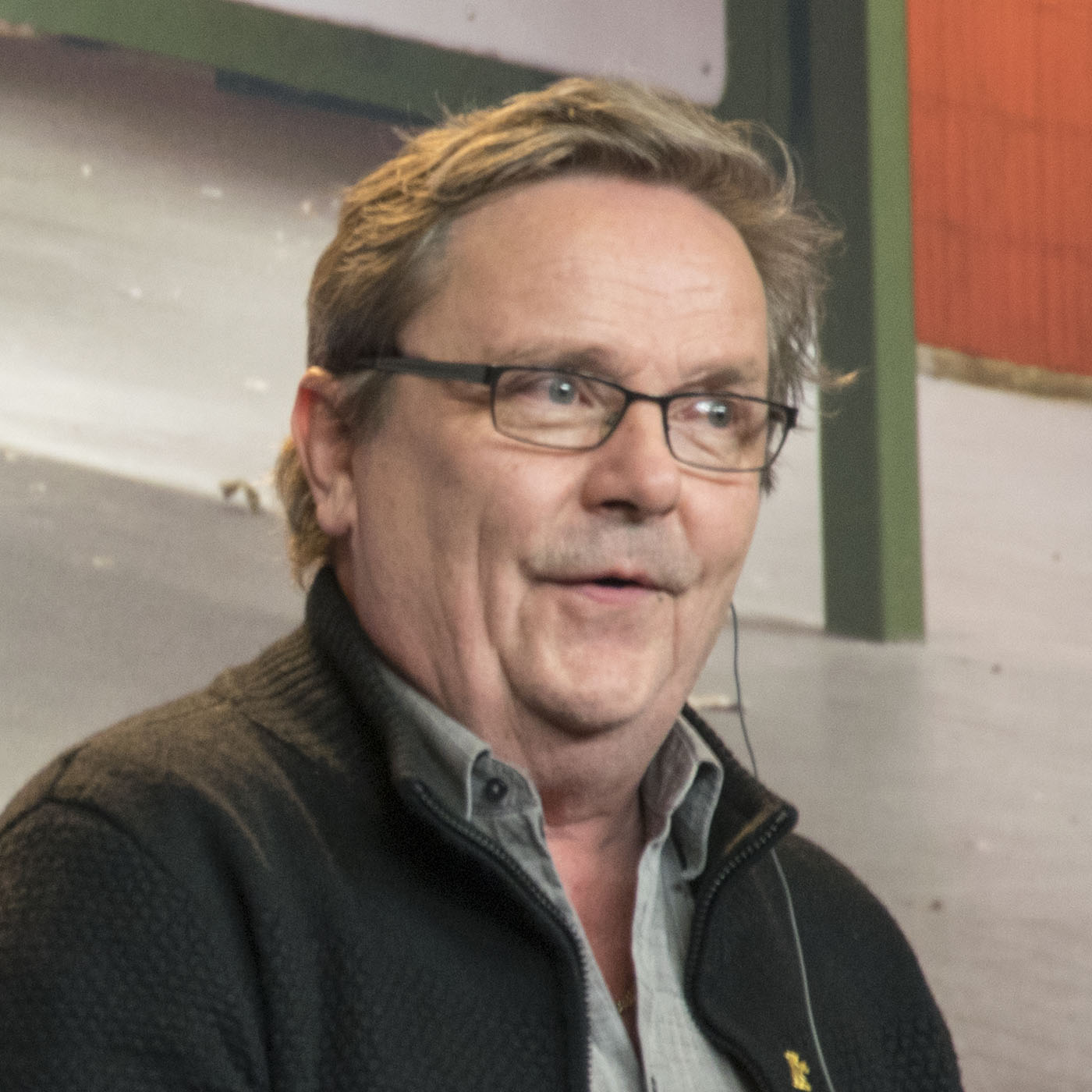
Sakari Kuosmanen (* 1956)